# Madijevci
Madijevci su utjecajna patricijska obitelj koja je u 11. stoljeću vladala Zadrom te bila politički aktivna u Bizantskoj Dalmaciji i Hrvatskom Kraljevstvu. Naziv obitelji potječe od prvog poznatog pripadnika obitelji, Madija I. koji je obnašao poziciju Zadarskog priora krajem 10. stoljeća. Osim utjecajne uloge u Zadru obitelj je rodbinski bila povezana i s Hrvatskom kraljevskom dinastijom Trpimirovićima.

## Povijest obitelji
Rodonačelnik obitelji Madije I., sin Črnehe, se spominje 986. godine kao Zadarski prior i Dalmatinski prokonzul za vrijeme obnove Benediktinskog samostana sv. Krševana. Činjenica da je uz titulu priora nosio i naziv prokonzula Dalmacije govori da se njegov politički utjecaj protezao na područje cijele Bizantske teme Dalmacije.
Na poziciji Zadarskog priora Madija I. je naslijedio njegov nećak Madije II. 999. godine, koji je daljnje učvrstio vlast obitelji u Zadru i području Dalmacije. Istovremeno, zadarskim biskupom je bio njegov brat Prestancije. Također, u ispravama Hrvatskog kralja Krešimira III. Madije II. i njegov sin Grgur se oslovljavaju titulom cognatus, dakle kao kraljevi rođaci ženidbenim vezama. Povijesno se smatra da ta veza dolazi preko kraljice Jelene Slavne († 976.), koja je bila žena kralja Mihajla Krešimira II. i baka Krešimira III (v. 1000. – 1030.).
Oko 1030. godine na poziciju Zadarskog priora (protospatarius et stratico universe Dalmatie) dolazi Grgur, sin Madija II. koji postaje politički vrlo aktivan te nastoji uz formalnu upravu nad Dalmacijom koja proizlazi iz titule prokonzula vezati i stvarni utjecaj. Hrvatsko kraljevstvo nakon niza građanskih ratova među pretedentima na prijestolje gubi utjecaj te se Hrvatski vladar nalazi u vazalnom odnosu prema Bizantskom caru od 1018. godine. Slabljenjem moći Hrvatskog kraljevstva na Jadranskoj obali jača utjecaj Mletačke republike koja nastoji prisvojiti Dalmatinske gradove. U takvim okolnostima zabilježena su putovanja priora Grgura na dvor Bizantskog cara Romana III. Argirosa (968. – 1034.) u dva navrata (1033. i 1034.), te jednom za vrijeme Mihaela IV. Paflagonca (v. 1034. – 1041.). Dok je Roman III. smatrao Grgura saveznikom, dolaskom na vlast Mihaela IV. situacija se promijenila te je on maknut s vlasti i zatočen u Carigradu. Priču o Grguru potvrđuje Bizantski kroničar Kekaumen (pisac Strategikona), koji je živio u isto vrijeme kao i Grgur. Kekaumenova priča je više poučnog karaktera nego kronika stvarnih događaja, pa se tako kao arhont (vladar) Dalmacije navodi Dobronja, koji je nakon nedoličnog ponašanja na dvoru cara Mihaela IV. izgubio sve titule te bio zatočen u Carigradu zajedno sa svojom ženom i sinom. Dobronja i njegova žena su umrli u zatočeništvu dok se neimenovani sin uspio spasiti bijegom iz zatvora. Ne može se sa sigurnošću utvrditi da li su Grgur i Dobronja ista osoba ili možda suvladari na području Dalmacije, no u prilog takvim događajima ide činjenica da su nakon Grgura priorat nad Zadrom preuzeli članovi drugih patricijskih obitelji. Time je slomljen pokušaj širenja utjecaja Madijevaca na čitavu Dalmaciju te prekinut niz od pola stoljeća političke kontrole nad Zadrom.
Politička snaga obitelji djelomično je obnovljena za vremena Drage II. koji se kao Zadarski prior spominje prvi put 1970. godine. U ispravi iz 1095. godine Drago II. navodi da je trenutno u trećem mandatu svojeg priorovanja, nakon mnogih nedaća i opasnosti koje su ga snašle u prethodna dva mandata.
Za povijest obitelji bitne su i dvije ženske predstavnice obitelji, Čika i njezina kći Vekenega. Čika, koja navodi da je kćer Dujma i Vekenege te unuka priora Madija II., nakon ubojstva muža Andrije Papinog 1066. godine uz pomoć obitelji osniva benediktinski samostan Sv. Marije te postaje njegova prva predstojnica, a povlastice samostanu izdaje i Hrvatski kralj Petar Krešimir IV.
Nakon smrti muža Čiki se u samostanu sv. Marije godine 1072. pridružuje i kćer Vekenega, koja nakon Čikine smrti postaje njegova druga predstojnica. Godine 1091. prior Drago II. također dodjeljuje povlastice samostanu te ga oslobađa davanja. U Zadru je 1096. godine održan crkveni sabor prilikom kojeg nastaje Vekenegin evanđelistar. Izrađen je u skriptoriju samostana Sv. Krševana u Zadru a danas se čuva u Bodleian Library u Oxfordu. Vekenegin evanđelistar sadrži 196 listova, a svaka stranica ima 19 redaka ispisanih beneventanskim pismom koji se u Dalmaciji i Hrvatskoj koristio od 10. do 13. stoljeća. U njemu je zabilježen dugačak napjev uskrsnog hvalospjeva (Exultet), u zaključnom dijelu kojega se spominju bizantski car, zadarski prior, papa, zadarski biskup, a na kraju poimence Vekenega i samostan sv. Marije. Vekenega umire 1111. godine, na njenom epitafu u samostanskoj viječnici zabilježen je dolazak Kolomana Arpadovića u Zadar te na Hrvatsko prijestolje.
Dolaskom Arpadovića na Hrvatsko prijestolje smanjuje se moć i utjecaj Madijevaca, te obitelj nestaje iz povijesnih vrela početkom 12. stoljeća.

## Veza s Trpimirovićima
Na vrhuncu političke moći u prvoj polovici 11. stoljeća Madijevci su se nalazili u ženidbenim vezama s Hrvatskom vladarskom dinastijom Trpimirović. Hrvatski kraljevi su vladali Dalmatinskim zaleđem te povremeno i Dalmatinskim gradovima uz pristanak Bizantskih careva i samim time bili moćni politički saveznik. Hrvatski kralj Krešimir III. tako Zadarskog priora Madija II. i njegova sina Grgura naziva svojim rođacima. Povijesno se smatra da je do ženidbenih veza između Madijevaca i Trpimirovića došlo preko kraljice Jelene Slavne, žene kralja Mihajla Krešimira II., koja je prema tome i sama bila Madijevka. U povijesti je ostala zabilježena kao regentkinja malodobnog sina Stjepana Držislava (v. 969. – 997.). Prema kronici splitskog kroničara Tome Arhiđakona (1200. – 1268.), dala je sagraditi dvije crkve u Solinu: Crkvu sv. Stjepana, koja je služila kao grobnica hrvatskih kraljeva i Crkvu sv. Marije na Gospinu otoku koja je bila korištena kao krunidbena bazilika Hrvatskih kraljeva do ranih 70-ih godina 11. stoljeća. Nakon smrti 976. godine, pokopana je u atriju crkve sv. Stjepana zajedno sa suprugom. Ostao je djelomično sačuvan njezin sarkofag s natpisom kojeg je pronašao i rekonstruirao arheolog don Frane Bulić 1898. godine.

## Položaj žena u obitelji
Za razliku od ranog srednjovjekovnog feudalnog sistema koji se temeljio na patrijarhizmu, žene u Dalmatinskim komunama su smatrane ravnopravnima muškim nasljednicima u smislu nasljeđivanja. Na primjeru Zadarskog priora Andrije, graditelja Crkve sv. Krševana, koji je u oporuci iz 918. godine pažljivo rasporedio imovinu i materijalna dobra između svoje šestero djece bez obzira na njihov spol.
Ista praksa je prisutna i u drugoj polovici 11. stoljeća kada Čika osniva samostan Sv. Marije uz pomoć rođaka, ali i od vlastitog nasljedstva po smrti muža Andrije Papinog. Isto tako važni su i sudski sporovi koji Čika vodi protiv svoje tete Neže te Vekenege koja 1092. godine potražuje svoje nasljedstvo od svekra koji joj je pokušao uskratiti nasljedstvo od pokojnog muža Dobroslava. U oba slučaja donesene presude su išle u korist ženskih osoba koje u konačnici dolaze u posjedovanje fizičkih dobara te mogu slobodno s njima raspolagati.